# Granja de serps

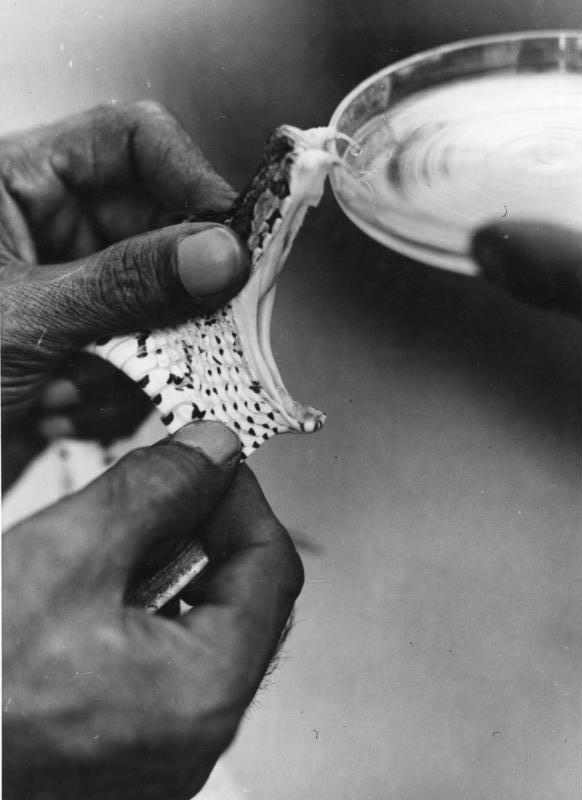
Recollida de verí d'una serp

Una granja de serps és una instal·lació que allotja i cria una gran varietat de serps, sovint amb finalitats d'investigació i recollida de verí per a la creació d'antiverins.
Moltes granges de serps són principalment atraccions turístiques. Existeixen granges de serps notables als Estats Units, Tailàndia, Xina, Brasil, França, Alemanya, Costa Rica i Rússia:

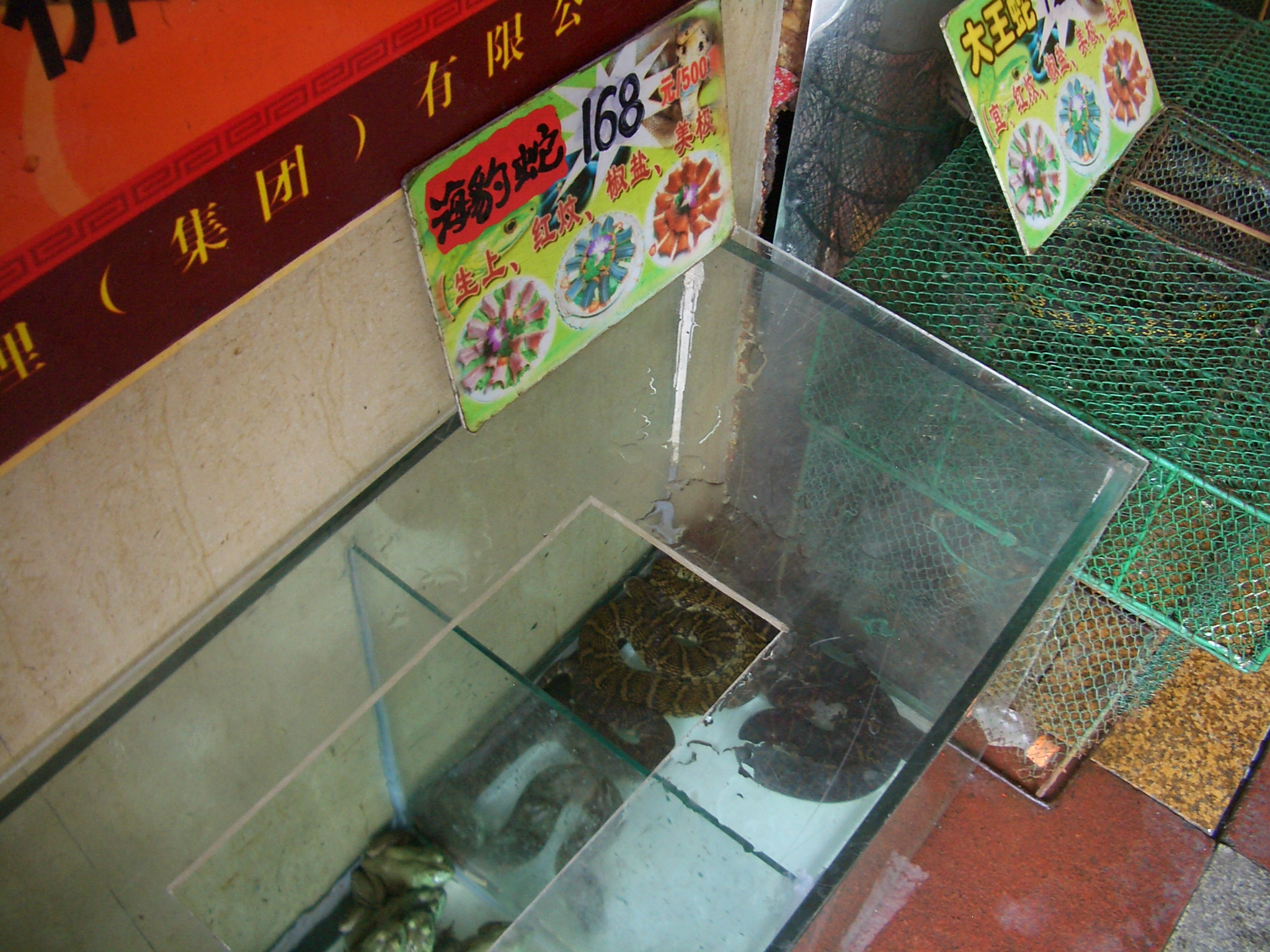
Serps vives per a lliurar a restaurants d'alt nivell a la Xina.

- Animal World and Snake Farm - New Braunfels, Texas

- Zisiqiao (子思桥), a la ciutat de Xinshi, comtat de Deqing, Zhejiang.[1] Amb el sobrenom "vila de serps" pels mitjans de comunicació, Zisiqiao és conegut com el principal centre de cria de serps de la Xina. Els habitants de la zona crien serps des dels anys vuitanta. Actualment, unes 800 persones a Zisiqiao treballen en la indústria de la cria de serps, amb uns 3 milions de serps a l'any. Les serps vives es subministren als restaurants especialitzats; assecades o conservades en alcohol, es venen als fabricants de medicaments tradicionals xinesos. També s'elabora vi amb infusió de serp.

- El Museu de la Cultura de la Serp de Deqing s'ha desenvolupat com a atracció turística local.

- Institut Memorial Queen Saovabha (Tailàndia)
- Serpentari siberià (Novossibirsk)